# 10 Batalion Saperów (1942)
10 Batalion Saperów (10 bsap) – pododdział saperów Polskich Sił Zbrojnych.

## Historia
10 Batalion Saperów został sformowany w styczniu 1942 roku w miejscowości Ługowaja, w obwodzie dżambulskim na terytorium ówczesnej Kazachskiej Socjalistycznej Republiki Radzieckiej. Jednostka była organicznym pododdziałem saperów 10 Dywizji Piechoty.
W dniach 24 marca - 4 kwietnia 1942 roku batalion został ewakuowany do Iraku, a 27 kwietnia do Palestyny.